# الرباحية (عمان)
الرباحية هي منطقة تقع في العاصمة عمان شمال الأردن .
```
                                                   
```